# P3 Dans
P3 Dans var ett radioprogram i Sveriges Radio P3. Programmet spelade ny elektronisk dans- och klubbmusik blandat med intervjuer med producenter och DJ:s inom samma scen.

## Historia
Musikjournalen Dans sändes första gången den 4 januari 1995, med Calle Dernulf, Germund Stenhag och Pia Kalischer som programledare. Programmet varade det första halvåret under fyra timmar (19-23) och sände även livekonserter i samarbete med P3 Live. 
Hösten 1995 kortades programmet till två timmar, nu med Calle Dernulf som ensam programledare. 1999 blev alla P3's musiktemaprogram framflyttade till klockan 22 respektive vardagkväll, namnen blev även nedkortat till P3 Dans (respektive P3 Pop, P3 Rock etc.). 
Sedan 2007 skiftade programledarna mellan Calle Dernulf, Pierre Jerksten, Johanna Olofsson, Kornél Kovács och DJ-duon Housewives (Adeline Hedmar och La Fleur). Under 90- och början av 00-talet hoppade även Tony Zoulias, Fredrik Wegraeus, Marimba Roney, Antiloop (Robin Söderman och David Westerlund), Pierre Jerksten, Sound of Habib och Linda Nordeman in som ersättare åt Calle Dernulf under kortare perioder.
2008 flyttades sändningarna från onsdagar till lördagskvällar, och sista programmet sändes den 8 januari 2011 med Calle Dernulf som programledare.
Den 22 januari 2011 sändes det sista programmet. Det lades ner som en del i P3 satsning på bredare programprofiler.